# Horatio Glacier
Horatio Glacier är en glaciär i Antarktis. Den ligger i Sydshetlandsöarna. Argentina, Chile och Storbritannien gör anspråk på området. Horatio Glacier ligger 164 meter över havet.
Terrängen runt Horatio Glacier är kuperad åt sydväst, men åt nordost är den platt. Havet är nära Horatio Glacier åt nordost.  Trakten är glest befolkad. Närmaste befolkade plats är Escudero Station, 9,2 kilometer norr om Horatio Glacier. 